# Jean Boizeau
Pour les articles homonymes, voir Boizeau.
 (février 2023).
- Si vous ne connaissez pas le sujet, laissez ce bandeau (vous pouvez alors contacter les auteurs).
- Si vous supprimez le contenu mis en cause (vous pouvez préalablement contacter les auteurs),

argumentez précisément cette suppression dans la page de discussion
(un manque de référence n'est pas un argument ; une recherche réelle de référence doit avoir été effectuée, être formellement documentée).
Jean Boizeau est un journaliste français et patron de presse écrite né le 17 juillet 1918 à Nevers et mort à Paris le 10 octobre 1980.

## Biographie
Après des études à la Faculté de Droit à Paris et à l'École libre des sciences politiques, période au cours de laquelle il adhéra à L'Action Française, il devient journaliste. Il débute au magazine La Semaine (1942-1944), édité par Jean Luchaire. Il entre à Point de Vue - Images du monde (1946-1951) comme reporter et  en 1946 à L'Aurore, reporter jusqu'en 1964, chef de service pour les spectacles et rédacteur en chef pour les pages magazine. À partir de 1962, il collabore à Minute. De 1964 à 1971, il en est directeur adjoint, ainsi que du Crapouillot. En 1971, il succède à Jean-François Devay (ancien rédacteur en chef du quotidien Paris-Presse-L’Intransigeant) au poste de directeur de publication de Minute et du Crapouillot et PDG de la Société des éditions parisiennes associées.
Jean Boizeau mourut le 10 octobre 1980 à son bureau, victime d'une crise cardiaque. Il était âgé de soixante-deux ans.

## Littérature
- Henry Coston, Dictionnaire de la politique française, Tomes III et IV, Paris 1979 & 1982.